# Hazám, hazám
Hazám, hazám (tiếng Hungary: Tổ quốc tôi) là một bài hát Hungary.
Đây là một bài hát nổi tiếng ở Hungary. Người hát bài này có ảnh hưởng nhất là Joseph Simándy. Vào năm 1996, Placido Domingo hát bài này ở Hungary và lên kế hoạch tổ chức buổi biểu diễn bài hát này ở nhà hát opera ở Washington.

## Ninh Đức Hoàng Long
Năm 2014, Ninh Đức Hoàng Long một du học sinh Việt Nam học khoa Opera Học viện âm nhạc Liszt Ferenc đã thu hút sự chú ý của cộng đồng dân Hungary và đã được báo chí Hungary đăng tải khi hát trích đoạn bài này và tung lên Youtube.
Cũng với bản này cùng với những tiết mục khác, Hoàng Long đã đoạt giải nhất tuổi 18-25 tại cuộc thi opera quốc tế Simándy József lần thứ 9 diễn ra ở Szeged.